# Clion (Charente-Maritime)
Pour les articles homonymes, voir Clion.
Clion, parfois nommée Clion-sur-Seugne, est une commune du Sud-Ouest de la France située dans le département de la Charente-Maritime (région Nouvelle-Aquitaine).
Ses habitants sont appelés les Clionnais et les Clionnaises.
L’étymologie du nom de Clion est plutôt obscur. Pour certains, il viendrait de claudiomagos, le village ou le marché de Claudius. D’autres y voit un diminutif de clie provenant du gaulois cleta, une claye (plaque fabriquée à partir de brin d’osier). Enfin pour d’autres, ce nom peut provenir du gaulois glen, c'est-à-dire une vallée comportant un cours d’eau.

## Urbanisme

### Typologie
Au 1er janvier 2024, Clion est catégorisée commune rurale à habitat dispersé, selon la nouvelle grille communale de densité à 7 niveaux définie par l'Insee en 2022.
Elle est située hors unité urbaine. Par ailleurs la commune fait partie de l'aire d'attraction de Jonzac, dont elle est une commune de la couronne,. Cette aire, qui regroupe 35 communes, est catégorisée dans les aires de moins de 50 000 habitants,.

### Occupation des sols
L'occupation des sols de la commune, telle qu'elle ressort de la base de données européenne d’occupation biophysique des sols Corine Land Cover (CLC), est marquée par l'importance des territoires agricoles (76,1 % en 2018), une proportion sensiblement équivalente à celle de 1990 (76,2 %). La répartition détaillée en 2018 est la suivante : 
terres arables (48,5 %), forêts (22,2 %), zones agricoles hétérogènes (20,2 %), cultures permanentes (5,2 %), prairies (2,1 %), zones urbanisées (1,7 %). L'évolution de l’occupation des sols de la commune et de ses infrastructures peut être observée sur les différentes représentations cartographiques du territoire : la carte de Cassini (XVIIIe siècle), la carte d'état-major (1820-1866) et les cartes ou photos aériennes de l'IGN pour la période actuelle (1950 à aujourd'hui).

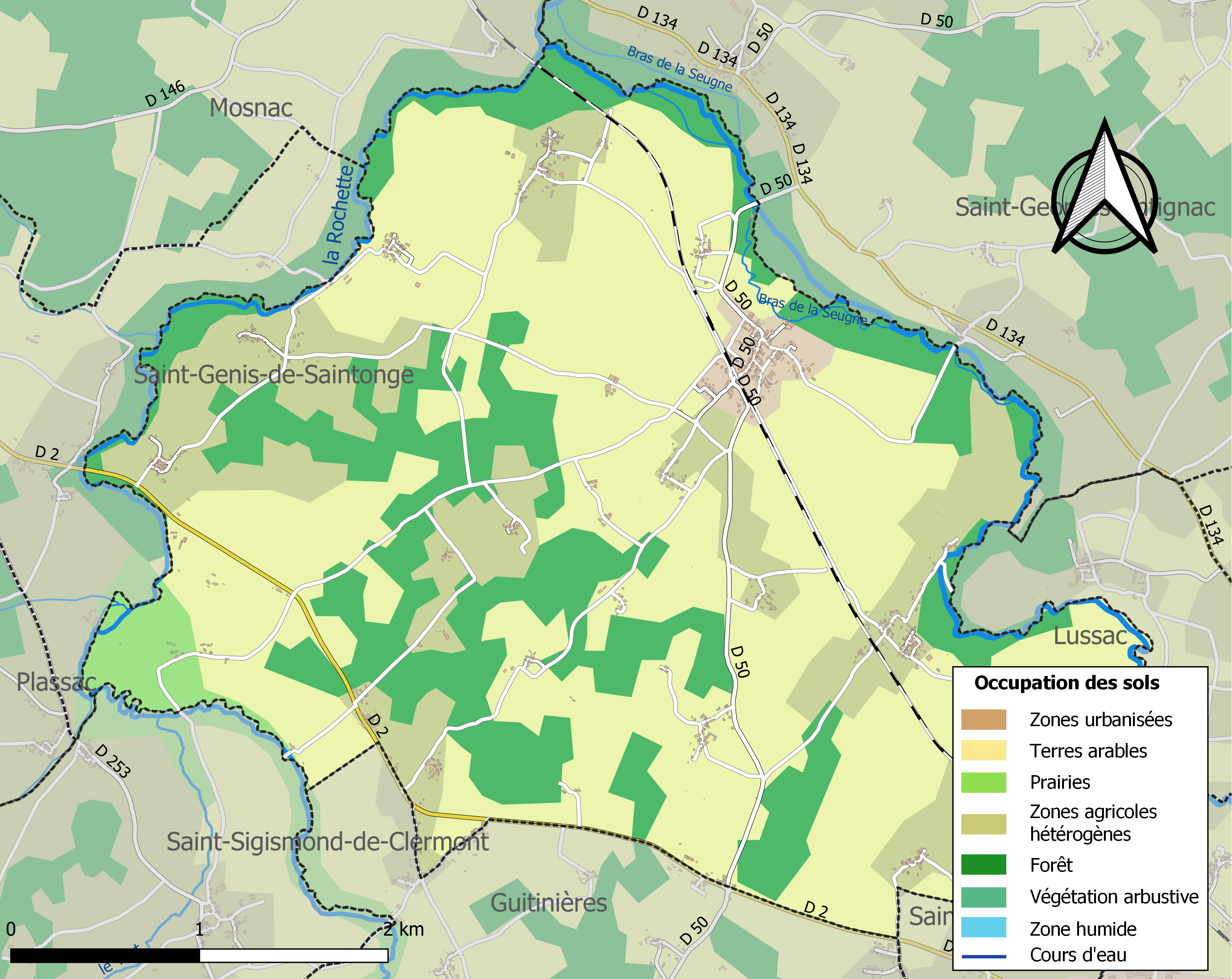
Carte des infrastructures et de l'occupation des sols de la commune en 2018 (CLC).

### Risques majeurs
Le territoire de la commune de Clion est vulnérable à différents aléas naturels : météorologiques (tempête, orage, neige, grand froid, canicule ou sécheresse), inondations, mouvements de terrains et séisme (sismicité faible). Il est également exposé à un risque technologique, le transport de matières dangereuses. Un site publié par le BRGM permet d'évaluer simplement et rapidement les risques d'un bien localisé soit par son adresse soit par le numéro de sa parcelle.

#### Risques naturels
Certaines parties du territoire communal sont susceptibles d’être affectées par le risque d’inondation par débordement de cours d'eau, notamment la Rochette et la Seugne. La commune a été reconnue en état de catastrophe naturelle au titre des dommages causés par les inondations et coulées de boue survenues en 1982, 1983, 1986, 1993, 1999 et 2010,.

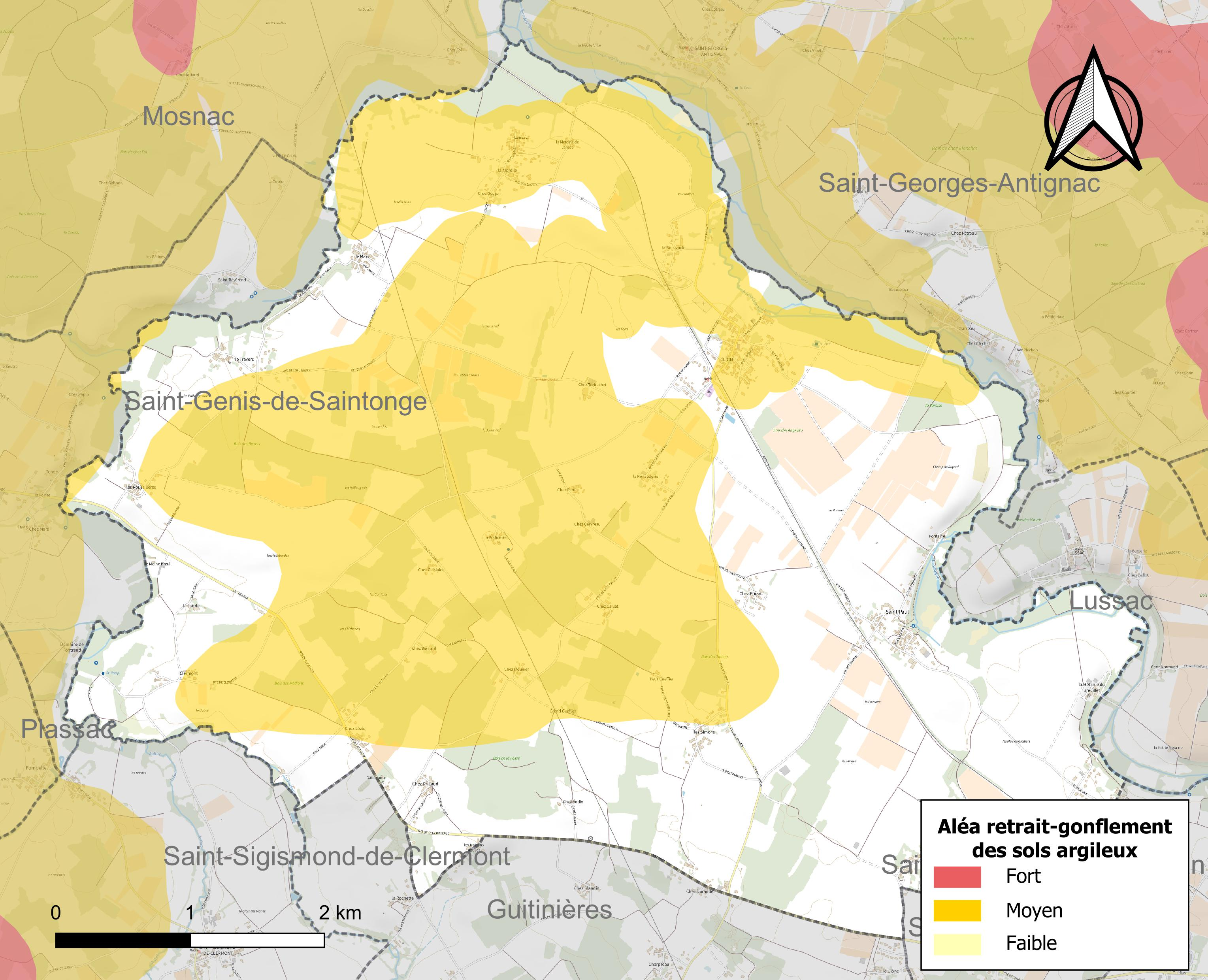
Carte des zones d'aléa retrait-gonflement des sols argileux de Clion.

Les mouvements de terrains susceptibles de se produire sur la commune sont des affaissements et effondrements liés aux cavités souterraines (hors mines) et des tassements différentiels. Par ailleurs, afin de mieux appréhender le risque d’affaissement de terrain, l'inventaire national des cavités souterraines permet de localiser celles situées sur la commune.
Le retrait-gonflement des sols argileux est susceptible d'engendrer des dommages importants aux bâtiments en cas d’alternance de périodes de sécheresse et de pluie. 50,3 % de la superficie communale est en aléa moyen ou fort (54,2 % au niveau départemental et 48,5 % au niveau national). Sur les 493 bâtiments dénombrés sur la commune en 2019, 245 sont en aléa moyen ou fort, soit 50 %, à comparer aux 57 % au niveau départemental et 54 % au niveau national. Une cartographie de l'exposition du territoire national au retrait gonflement des sols argileux est disponible sur le site du BRGM,.
Par ailleurs, afin de mieux appréhender le risque d’affaissement de terrain, l'inventaire national des cavités souterraines permet de localiser celles situées sur la commune.
Concernant les mouvements de terrains, la commune a été reconnue en état de catastrophe naturelle au titre des dommages causés par la sécheresse en 2003 et 2005 et par des mouvements de terrain en 1983, 1999 et 2010.

#### Risques technologiques
Le risque de transport de matières dangereuses sur la commune est lié à sa traversée par une ou des infrastructures routières ou ferroviaires importantes ou la présence d'une canalisation de transport d'hydrocarbures. Un accident se produisant sur de telles infrastructures est susceptible d’avoir des effets graves sur les biens, les personnes ou l'environnement, selon la nature du matériau transporté. Des dispositions d’urbanisme peuvent être préconisées en conséquence.

## Localisation et accès
La ligne de Chartres à Bordeaux-Saint-Jean traverse la commune qui y possède une gare desservie par des TER entre Saintes et Bordeaux.

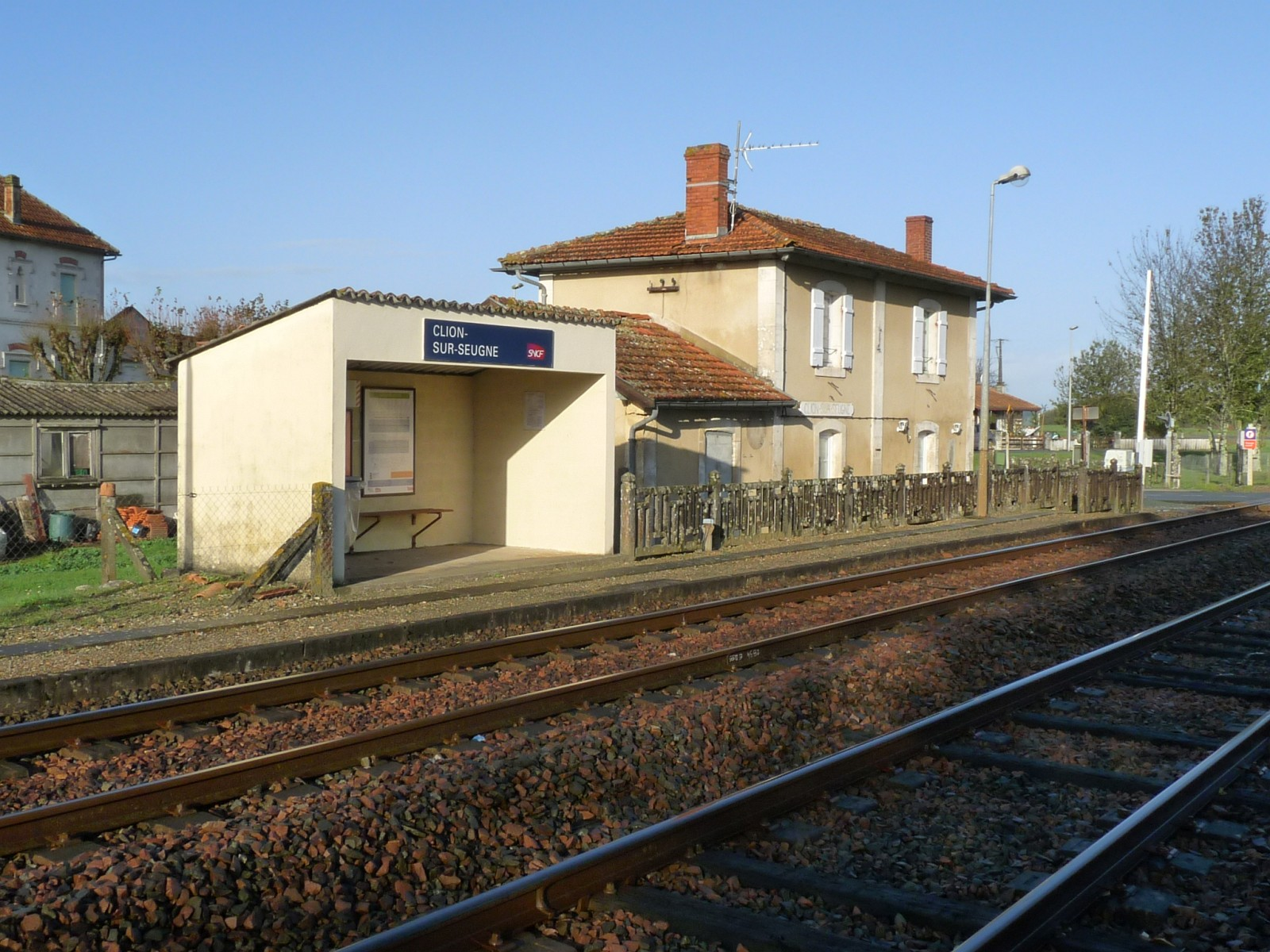
Gare de Clion-sur-Seugne.

### Communes limitrophes
| Mosnac                      | Saint-Georges-Antignac |                                                  |
| Saint-Genis-de-Saintonge    | Clion-sur-Seugne       | Lussac                                           |
| Saint-Sigismond-de-Clermont | Guitinières            | Saint-Germain-de-Lusignan, Saint-Hilaire-du-Bois |

## Hydrographie
La commune est traversée par la Seugne, affluent en rive gauche de la Charente.

## Toponymie
Les étymologistes ont fait plusieurs hypothèses sur Clion.
Certains y voient un ancien Claudiomagus ou « village-marché de Claudius », tel son homonyme de Clion, en Berry. Le terme gaulois de -magos était souvent employé dans les noms de villages agricoles peuplés de cerfs, qui servaient aussi souvent de lieux d’échanges. Signifiant littéralement marché, le mot pris ensuite progressivement le sens de ville. On le retrouve, par exemple, dans le nom antique de la ville d'Argenton-sur-Creuse, Argantomagos.
D’autres étymologistes affirment que le toponyme constitue un diminutif de clie, un terme saintongeais dérivé du gaulois cleta (ou clita) et équivalent de l’ancien français claye, puis « claie » (barrière).

Le mot pouvait désigner une grande plaque fabriquée à partir de brins d’osier que l’on tressait finement, qui pouvait servir de porte.
Enfin, il est possible que le toponyme vienne du mot gaulois glen (= vallée comportant un cours d’eau) voire du gaulois glasto (vert).
Au XVe siècle, on retrouve l’orthographe de Clyons sur un parchemin du 21 juin 1484 : hommage fait à l’abbé de St Germain des Prés par Regnault de Sainte-Maure, seigneur de Jonzac, pour sa châtellenie de Jonzac. L’origine de ce terme pourrait se retrouver dans le latin Clyens « protégé ». On remarque, par exemple, cette orthographe.
Le village a parfois été connu jadis sous le nom de Saint André-de-Clion.

## Histoire

### Vestiges archéologiques
À Clion des découvertes de silex taillés et des vases de l’époque du Bronze attestent d’une présence humaine très ancienne.
Au lieu-dit Les Roussillères sur la commune de Clion un tombeau gallo-romain contenant un flacon à panse de section carrée fut exhumé en 1924.
Au lieu-dit Le Mars, la présence d’un cimetière à inhumation en sarcophages a été mis au jour. Il est composé d’une cuve trapézoïdale avec deux inhumations successives et de huit autres sarcophages.
Aux Brossards à l’est du hameau de Clermont, on trouve un autre cimetière à inhumation en sarcophage. Dans ce dernier cas, il fut aussi découvert du mobilier funéraire composé d’une plaque de boucle en bronze présentant un décor gravé et le fragment d’une bague en bronze.
Au lieu-dit Les Varennes, on note la découverte d’un sarcophage dont le couvercle était brisé en plusieurs morceaux.

### L'Ancien Régime
La paroisse appartint d’abord à l’archiprêtré d’Archiac puis à celui de Cosnac. Il est à remarquer que dans les archives on trouve trace déjà en 1337 de la présence d’une école à Clion. On peut y voir l’influence de l’abbaye de Charroux qui a des intérêts sur le territoire paroissial.
Au XVe siècle, il n’est pas rare de voir des paroisses devenir des châtellenies. C’est le cas de Clion, C’est un signe des difficultés croissantes de la noblesse de cette époque. Celle-ci aliène en effet des parties entières de ses possessions et de ses droits de justice pour pouvoir subsister, garder son rang, équiper un fils pour la guerre ou payer des créanciers. C'est ainsi que le seigneur de Plassac vendit la paroisse de Clion créant d’un nouveau fief avec des droits de haute justice.
Robert de La Rochandry, seigneur de Courpignac et de Saint-Antoine du (Bois) établit cette châtellenie à la suite du démembrement en 1497 de la châtellenie de Plassac. Une partie de celle-ci fut vendue par la famille de Pons, plus exactement Anne de Martigné Ferchaud, fille de Marie de Pons descendante de Renaud VI de Pons, à François Ragneau, conseiller du roi. Ce dernier la rétrocéda rapidement aux La Rochandry. Les La Rochandry sont une vieille famille de l’Angoumois qui avait obtenu le fief de Saint-Germain-de-Lusignan et de Jonzac. Robert de La Rochandry, déjà seigneur de nombreux lieux en Saintonge est fils de François seigneur de Clam. Il épousa en secondes noces Blanche d’Aubeterre.
Robert de La Rochandry eut des démêlés judiciaires avec le seigneur de Plassac, Jacques de Pons, sur les limites des juridictions respectives de Plassac et de Clion. Pierre de Meillars, désigné par le parlement de Bordeaux, se rendit sur place en 1520 afin de déterminer les limites exactes des deux seigneurs.Les limites de la châtellenie sont fixées alors et sont les suivantes : Clion est confrontée d’un côté par la châtellenie de Clam et de Saint-Georges-de-Cubillac, la rivière Seugne étant limitrophe entre les deux ; d’un autre coté par la Châtellenie de Guitinières, le grand chemin entre les deux est aussi mitoyen, les châtellenies de Plassac et de Saint-Germain de Lusignan fixant les autres frontières. Il est à remarquer que la châtellenie de Guitinières provient elle aussi d’un démembrement de celle de Plassac.
Le fief est composé du côté de Clion d’un château situé à Clion avec ses terres, moulin à vent et à eau et du côté de Saint Antoine situé sur la commune de Bois de peu de chose. Il y a simplement une maison noble abandonnée avec ces terres, c’est en fait plus une métairie qu’autre chose. Le droit de haute justice du seigneur de Saint Antoine est de plus très limité.
Le seigneur châtelain de Clion perçoit les banalités, cens et des agrières de ces fiefs et surtout des droits sur les quatre foires annuelles et le marché hebdomadaire de Clion.
Louis de la Rochandry, le fils de Robert épousa Renée de Montbron. Ils laissèrent quatre enfants : trois filles Jeanne, Jacquette et Marie et un fils François seigneur du petit Mareuil près d’Angoulême de Neuvic et de Saint Antoine du Bois.
François de La Rochandry étant mort sans enfants en 1559, un arbitrage d’avocats de Saintes, d’Angoulême et de Saint-Jean-d’Angély adjugèrent le droit d’aînesse à sa sœur la dame de la Rochebeaucourt : Jacquette de La Rochandry épouse de Jean de la Rochebeaucourt (vers 1533-1603) qui fut un important chef protestant. Elle n’eut pas d’héritier. Le vaste héritage de la Rochebeaucourt fut alors partagé entre plusieurs héritiers. Sa sœur Jeanne de La Rochandry épousa Jean III de Galard de Béarn et hérita de la châtellenie de Clion et du fief de Saint Antoine.
Jean III de Galard de Béarn, chevalier, seigneur et baron de Brassac en Quercy, de Saint Maurice, La Rivière et Saint-Loubouer dans la sénéchaussée des Lannes, baron de Roquefort- en-avant, de Pradeils-en-Rouergue, de Clion-en-Saintonge, entra dans la carrière des armes. Il fut nommé gentilhomme de la maison du roi en 1565, et chevalier de ses ordres (Saint-Michel en 1564) puis gouverneur des villes de Saint-Jean d'Angély et de Châtellerault. Ses biens en Saintonge et en Chalosse furent confisqués un certain temps par les religionnaires. Il mourut le 26 mars 1590.
René de Galard, baron de Brassac, de Saint Maurice de Chaussat, de Poy, de la Rivière, seigneur de Clion, de Saint-Antoine, du Bois en Saintonge, de Pradeils (soit 200 000 livres de biens), sire de Saint-Mesme, est appelé vicomte de Brassac, son fils lui succéda .Il naquit vers 1555 et fut fait guidon de la compagnie d'Honorat de Savoie, amiral de France, chevalier de l'ordre du roi, premier gentilhomme de la chambre du duc d'Alençon, frère du roi Henri III. Il se convertit au calvinisme, religion dans laquelle il éleva ses enfants. Il fut gouverneur de Saint-Jean-d'Angély vers 1592. Le roi Henri IV dans de nombreuses missives l'appelle « cher cousin et proche parent ». ll eut de son premier mariage Jean de Galard de Béarn, comte de Brassac, baron de Saint-Maurice et de la Rochebeaucourt. Sa fille Jeanne  épousa son cousin germain le 17 août 1617 Jean de la Rochebeaucourt, marquis de Soubran, lieutenant du roi à Angoulême, ils eurent une fille unique Catherine qui épousa Louis Chabot et lui apporta la seigneurie de Clion et de Soubran.
Gui Henri de Rohan-Chabot fils aîné de Louis, Comte de Jarnac Marquis de Soubran, (27/11/1648-06/11/1691) est seigneur de Clion. De son premier mariage, il a 3 enfants : Louis né en novembre 1675, comte de Jarnac, mort en mars 1691, Gillonne-Gabrielle, François-Philippe né en 1679, marquis de Soubran. De son deuxième mariage il a 2 enfants Gui-Armand né en 1689, comte de Jarnac, mort en 1707 et Anne-Marie née en 1690, comtesse de Jarnac et marquise de Soubran, morte le 27/08/1769. Cette dernière épouse en juillet 1709 : Paul de La Rochefoucauld mort en 1714 puis le 19/06/1715,Charles-Annibal de Rohan-Chabot mort en 1762. En 1747 Charles Annibal de Rohan-Chabot, seigneur de Jarnac était seigneur de Clion et de Soubran.
Clion passe vers la fin du XVIIIe siècle dans les mains du petit-fils de Pons : Charles Armand de Pons. Celui–ci fut guillotiné en 1794. Auparavant, le l9 avril 1782 il afferma la châtellenie de Clion à Pierre Yvonnet, marchand résidant au château de Rioux par un acte devant le notaire Alexis Julien Laferrière à Saintes. La ferme du est de 5 100 livres pour le château de Clion et ses préclotures et ses droits féodaux. Le bail est conclu pour une durée de neuf années, le fermier s’engage à préserver le château et, notamment sa toiture.
Le 2 août 1784, la châtellenie est vendue à Charles et Daniel Lys pour le prix de 150 000 livres. Charles Lys était le fils de Jean Lys, bourgeois de Jonzac. Il avait acquis une fortune considérable dans des transactions commerciales avec les colonies d’Amérique, surtout celle de Saint-Domingue où il possédait plusieurs établissements de grande importance.

## Administration

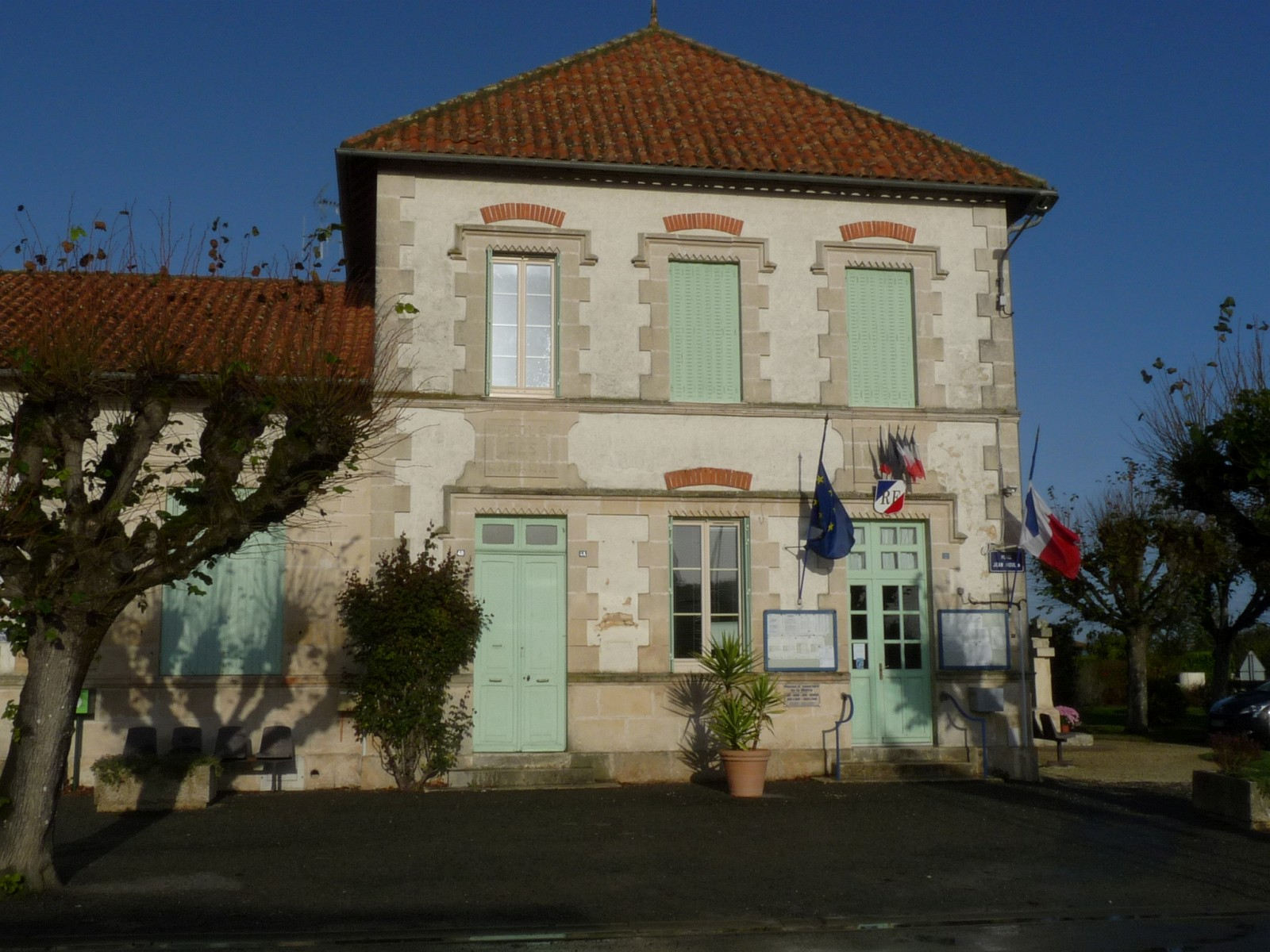
La mairie.

### Liste des maires
| Période | Période | Identité           | Étiquette | Qualité              |
| ------- | ------- | ------------------ | --------- | -------------------- |
| 1835    | 1848    | Jean Eveillé       |           |                      |
| 1848    | 1852    | Etienne Nauzais    |           |                      |
| 1852    | 1871    | Jean Eveillé       |           |                      |
| 1871    | 1891    | Jacques Martin     |           |                      |
| 1891    | 1908    | François Couillau  |           |                      |
| 1908    | 1919    | Amédé Couillau     |           |                      |
| 1919    | 1923    | Ferdinand Perinaud |           |                      |
| 1923    | 1930    | Achille Forsant    |           |                      |
| 1930    | 1943    | Léopold Drillaud   |           |                      |
| 1943    | 1945    | Constant Betard    |           |                      |
| 1945    | 1959    | Maurice Trebuchet  |           |                      |
| 1959    | 1995    | René Lanoue        |           |                      |
| 1995    | 2001    | Serge Baudry       |           |                      |
| 2001    | 2008    | Philippe Lanoue    |           |                      |
| 2008    | 2014    | Josette Mauroy     | SE        | Gérante d'entreprise |

### Région
À la suite de la mise en application de la réforme administrative de 2014 ramenant le nombre de régions de France métropolitaine de 22 à 13, la commune appartient depuis le 1er janvier 2016 à la région Nouvelle-Aquitaine, dont la capitale est Bordeaux. De 1972 au 31 décembre 2015, elle a appartenu à la région Poitou-Charentes, dont le chef-lieu était Poitiers.

## Démographie

### Évolution démographique
L'évolution du nombre d'habitants est connue à travers les recensements de la population effectués dans la commune depuis 1793. Pour les communes de moins de 10 000 habitants, une enquête de recensement portant sur toute la population est réalisée tous les cinq ans, les populations de référence des années intermédiaires étant quant à elles estimées par interpolation ou extrapolation. Pour la commune, le premier recensement exhaustif entrant dans le cadre du nouveau dispositif a été réalisé en 2006.

En 2022, la commune comptait 847 habitants, en évolution de +4,18 % par rapport à 2016 (Charente-Maritime : +4,04 %, France hors Mayotte : +2,11 %).
| 1793 | 1800 | 1806  | 1821  | 1831  | 1836  | 1841  | 1846  | 1851  |
| ---- | ---- | ----- | ----- | ----- | ----- | ----- | ----- | ----- |
| 990  | 951  | 1 093 | 1 083 | 1 085 | 1 031 | 1 032 | 1 011 | 1 014 |

| 1856  | 1861 | 1866  | 1872 | 1876 | 1881 | 1886 | 1891 | 1896 |
| ----- | ---- | ----- | ---- | ---- | ---- | ---- | ---- | ---- |
| 1 029 | 994  | 1 014 | 950  | 983  | 963  | 936  | 877  | 819  |

| 1901 | 1906 | 1911 | 1921 | 1926 | 1931 | 1936 | 1946 | 1954 |
| ---- | ---- | ---- | ---- | ---- | ---- | ---- | ---- | ---- |
| 802  | 830  | 790  | 807  | 731  | 713  | 731  | 716  | 675  |

| 1962 | 1968 | 1975 | 1982 | 1990 | 1999 | 2006 | 2011 | 2016 |
| ---- | ---- | ---- | ---- | ---- | ---- | ---- | ---- | ---- |
| 701  | 679  | 596  | 715  | 743  | 723  | 750  | 819  | 813  |

| 2021 | 2022 | - | - | - | - | - | - | - |
| ---- | ---- | - | - | - | - | - | - | - |
| 838  | 847  | - | - | - | - | - | - | - |

## Équipements, services et vie locale
L'école communale est située près de la mairie.

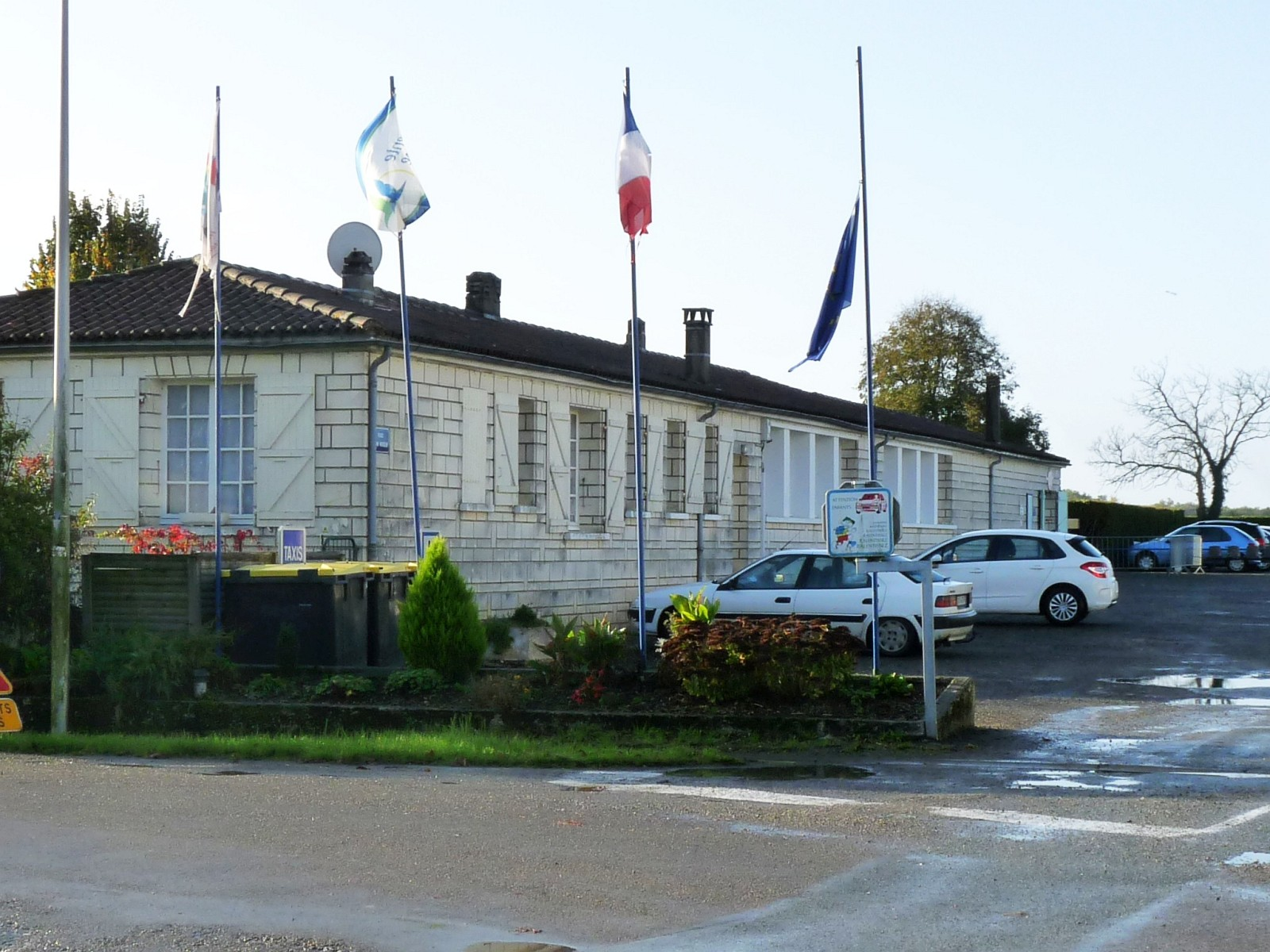
L'école.
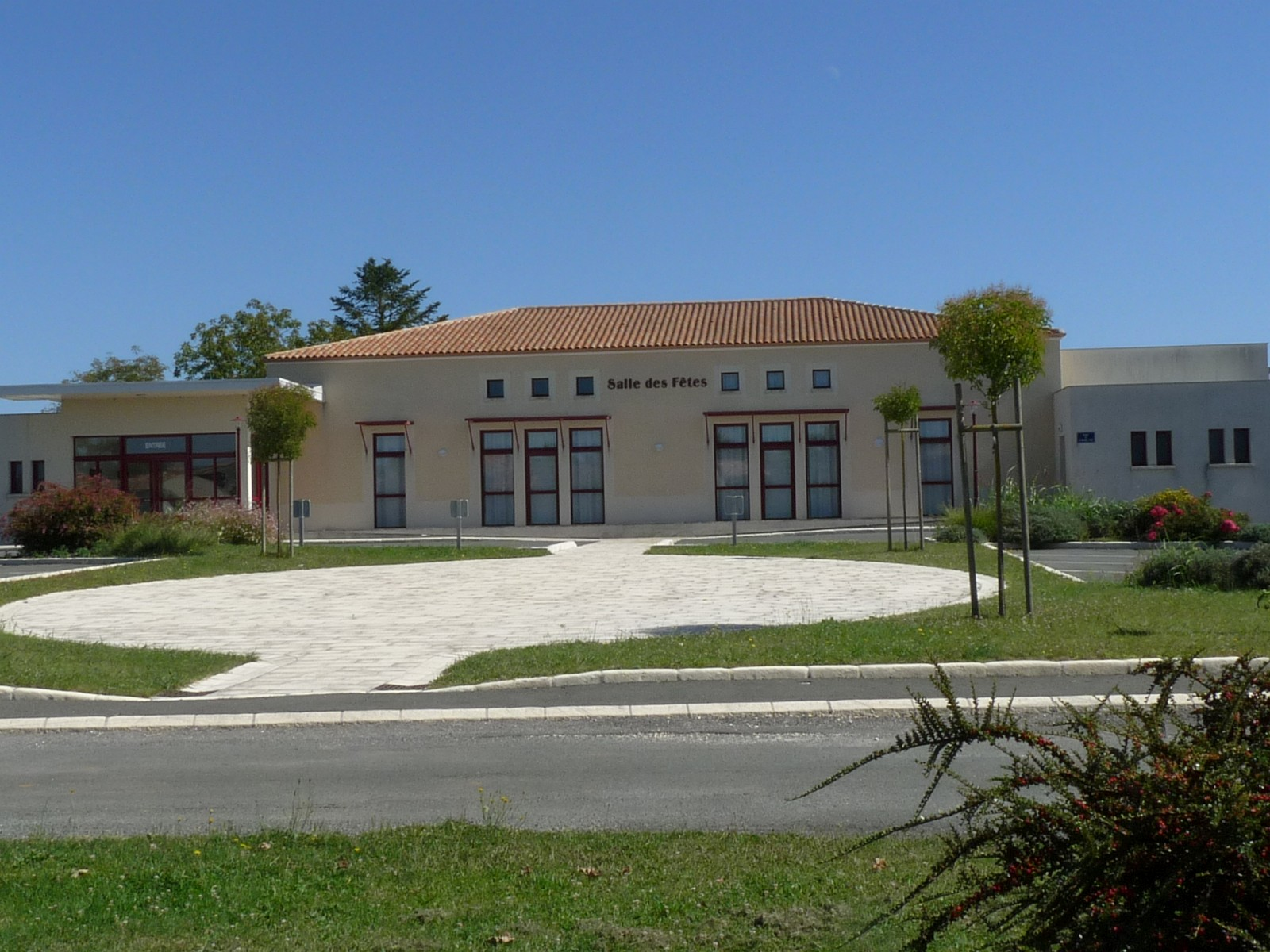
La salle des fêtes.

## Culture
Un musée artisanal et rural est situé au bourg. La bibliothèque municipale est près de la mairie.

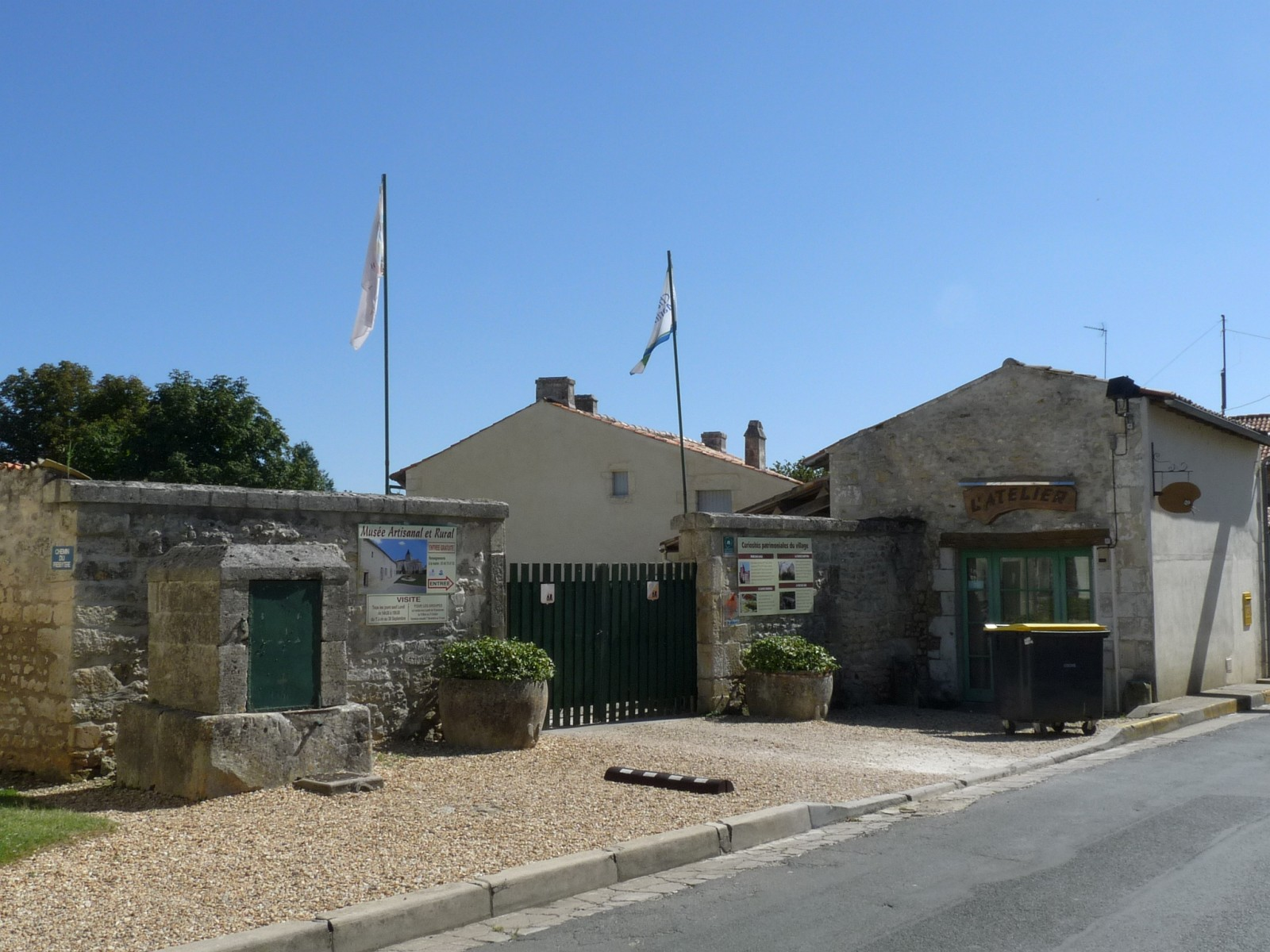
Le musée artisanal et rural.
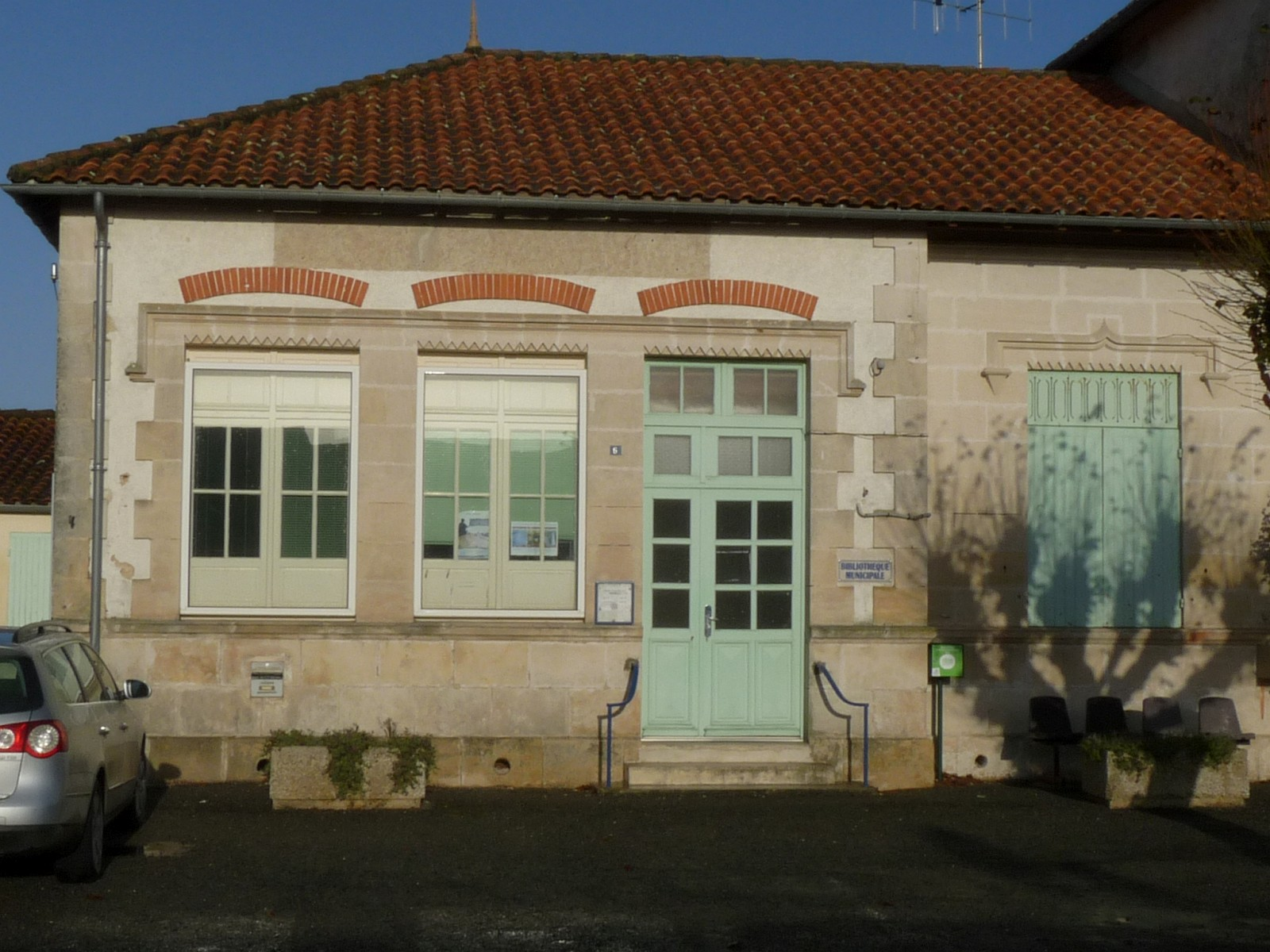
Bibliothèque.

## Lieux et monuments

### Patrimoine religieux
- L'église paroissiale Saint-André

Cette église  romane  date des XIIe et XIVe siècles.Elle fut remaniée au XVIe siècle. Elle est classée monument historique depuis 1909.

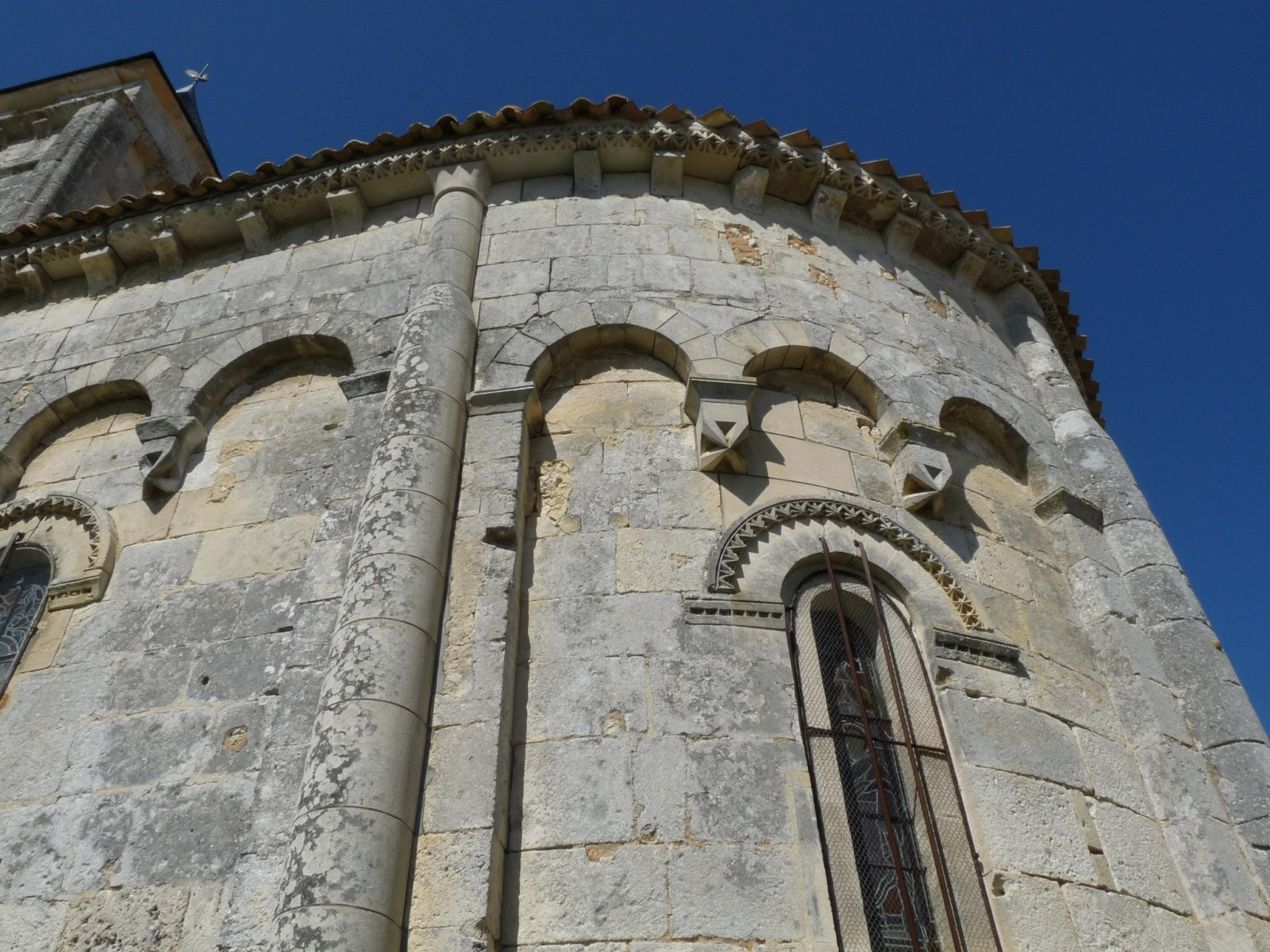
Le chevet.
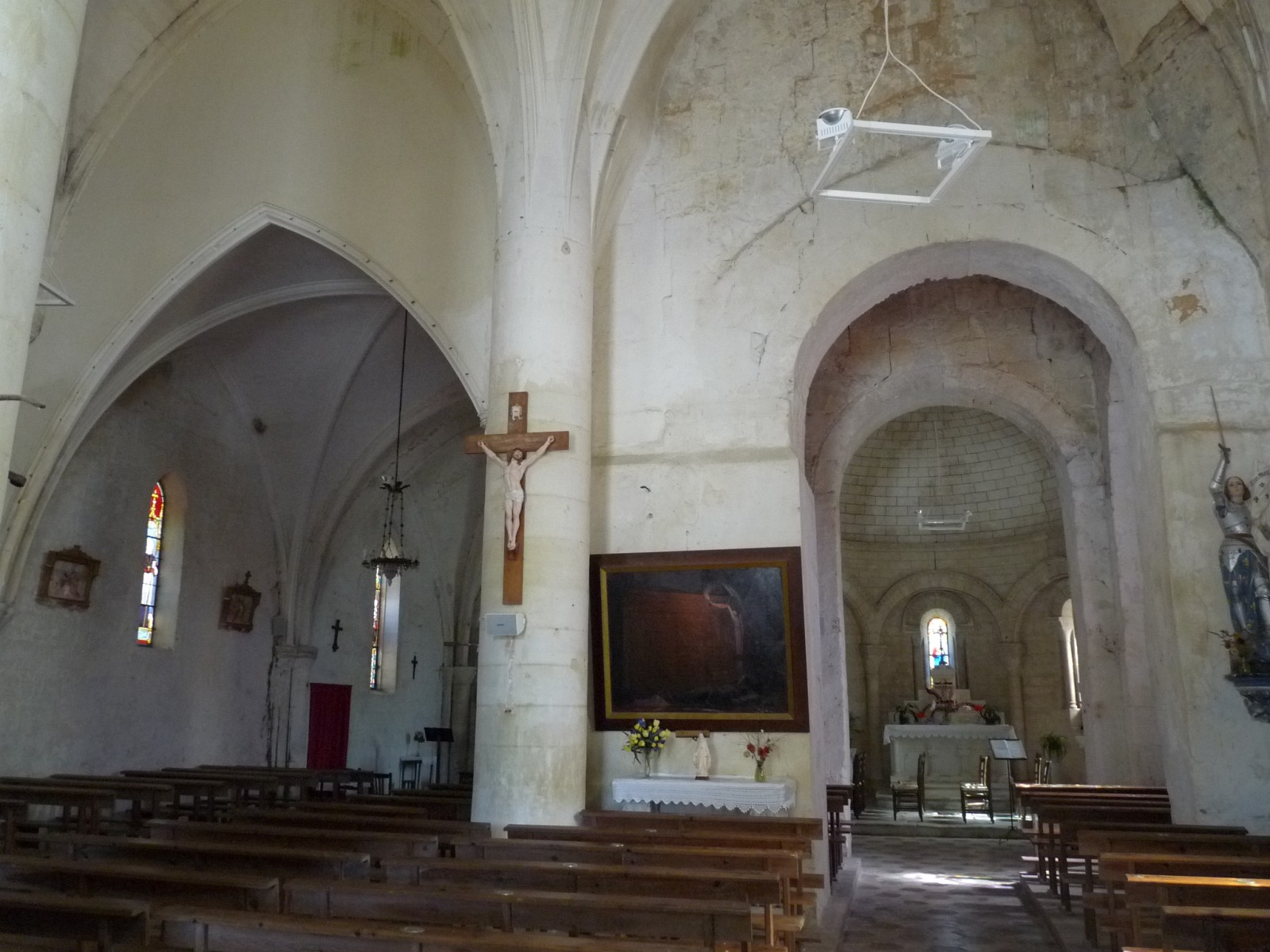
L'intérieur.
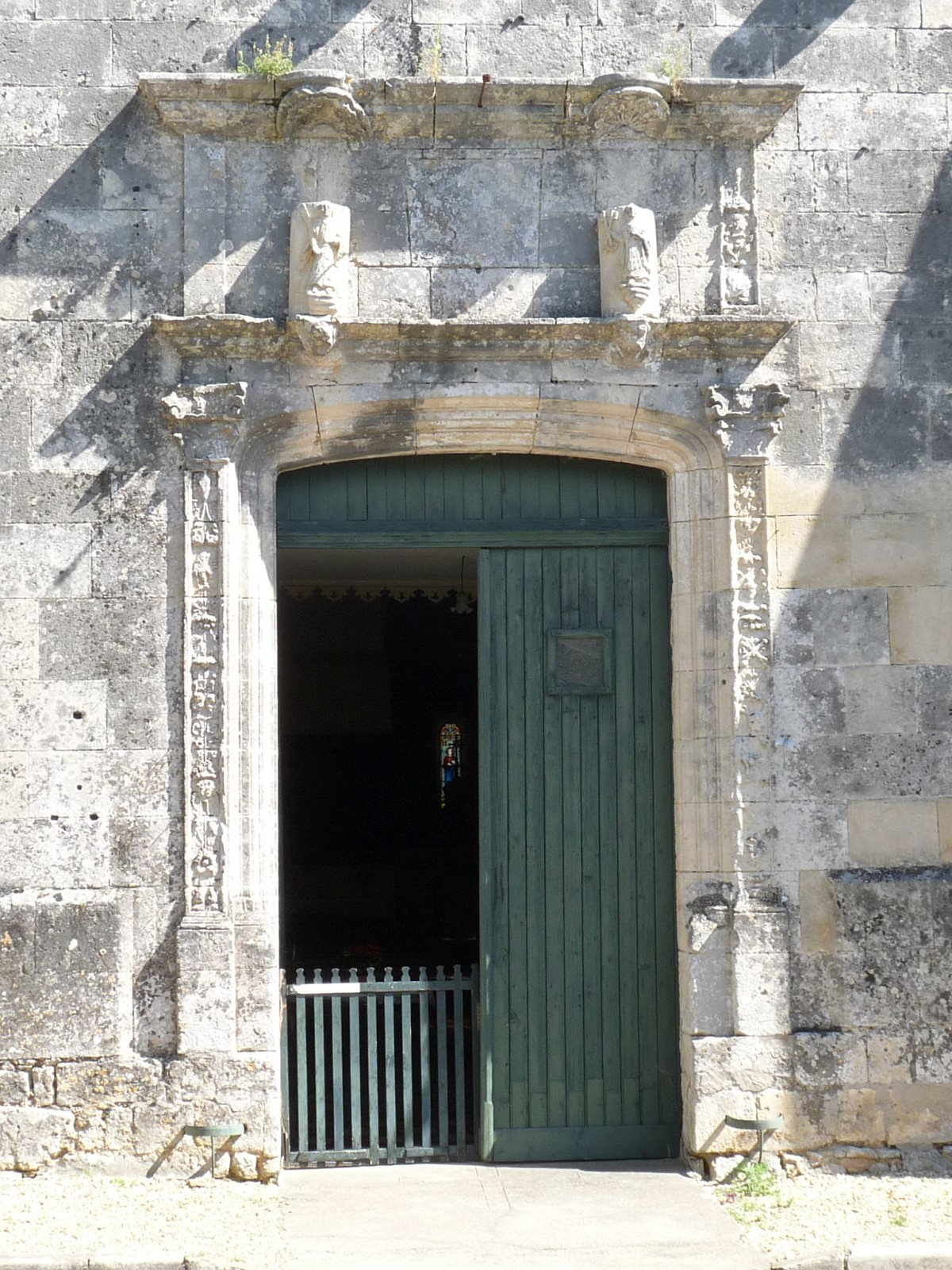
Le portail et ses sculptures.

- La chapelle Saint-Paul,

Cette chapelle est le vestige d’une ancienne paroisse. Elle est située au hameau éponyme.
Dans le censif de l’Hôpital neuf de Pons, on en trouve la première mention. Mais aussi dans le cartulaire de l’abbaye de Baignes, en 1075 Aimon de Clion et son épouse donne leur terre près de l’église de Saint-Paul à Clion à l’abbé Itier de l’abbaye de Baignes. Il est probable de lier son origine à la présence de la source Saint-Fort jaillissant non loin de là. L’abbaye de La Tenaille était aussi en possession d’un prieuré dans ce secteur à Bourdenne non loin de là et d’agrières dans cette paroisse.
La chapelle date du XIIe siècle, fortifiée au XIVe siècle, elle est ornée d'une croix de Malte à l’est tandis que le fronton de la façade occidentale est surmontée d’une croix latine. La façade ouest a été restaurée en 1706 et porte un écusson ovale sur lequel on peut lire l’inscription suivante : Francus de Beaulieu prior santi pauli reparavit istud templum anno 1706.
Le prieur de la chapelle François de Beaulieu fut donc l’auteur de la réparation de 1706.
Au pied de cet édifice se trouve un étang alimenté par la source Saint-Fort.
Le 14 juillet 1587, le testament de Louis de La Rochandry seigneur de Clion fut rédigé dans cette chapelle.
Deux sépultures taillées dans le roc y furent trouvées lors de fouilles en 1987, un squelette provenant de l’une d’elle est exposé à l’entrée de la chapelle.
La chapelle servit de lieu de culte jusqu’en 1789. Elle fut vendue comme bien national le 5 janvier 1792 et acquise par Jean Ravet et Pierre Raine. Après avoir appartenu pendant de longues années à la famille Fleuret puis à la famille Guinois, elle fut achetée en 1949 par un couple d’agriculteur M. et Mme Frédéric qui ont restauré le site.

Lors de cette acquisition la chapelle servait de servitude agricole, après un long labeur de nettoyage la chapelle reprit vie, une messe y est célébrée tous les 15 août. Un artiste local donna au propriétaire en 1987 un christ en bronze, un chemin de croix et un autel. En 1986 une cloche achetée à un antiquaire y  fut installée.

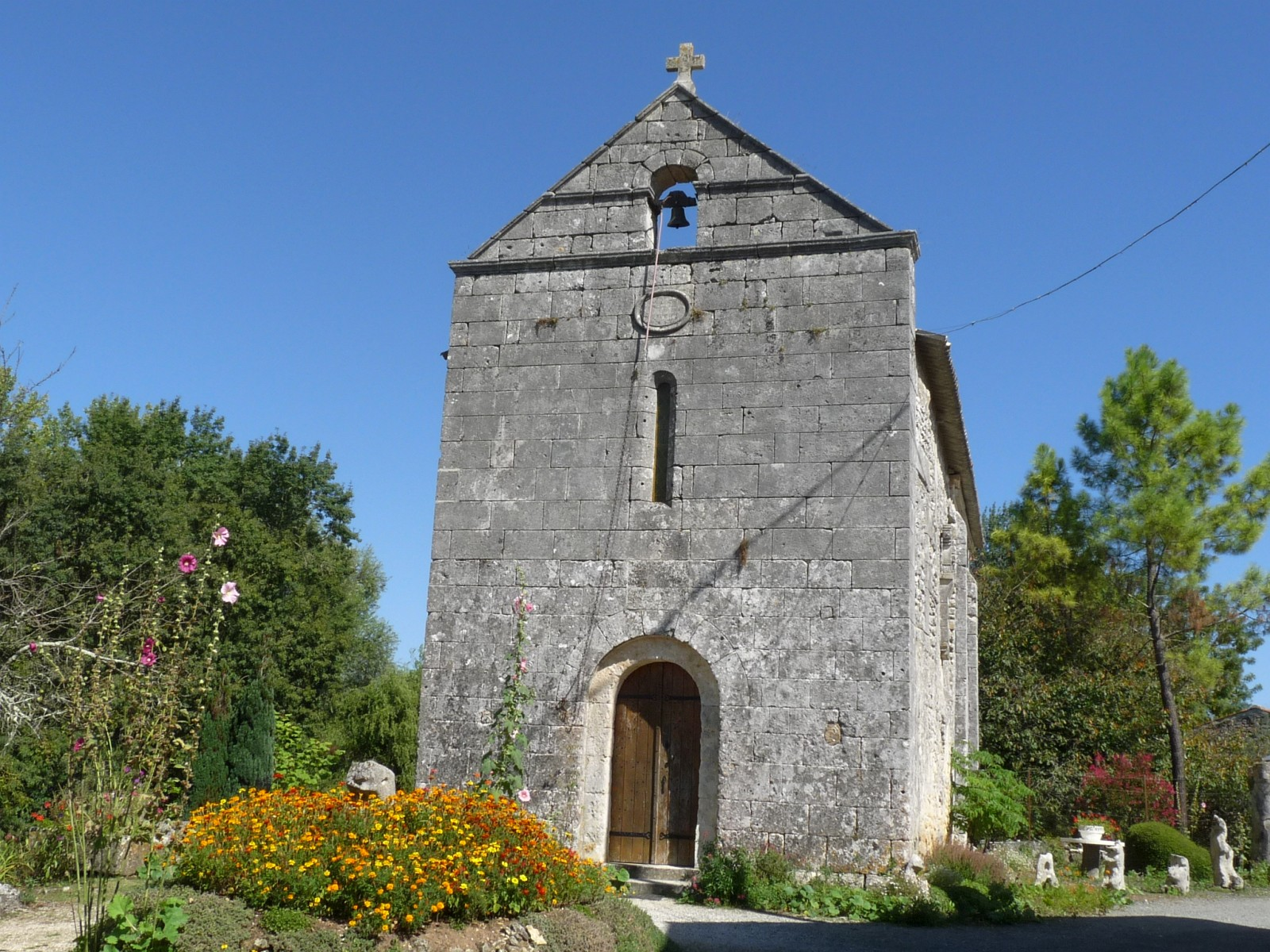
La façade.
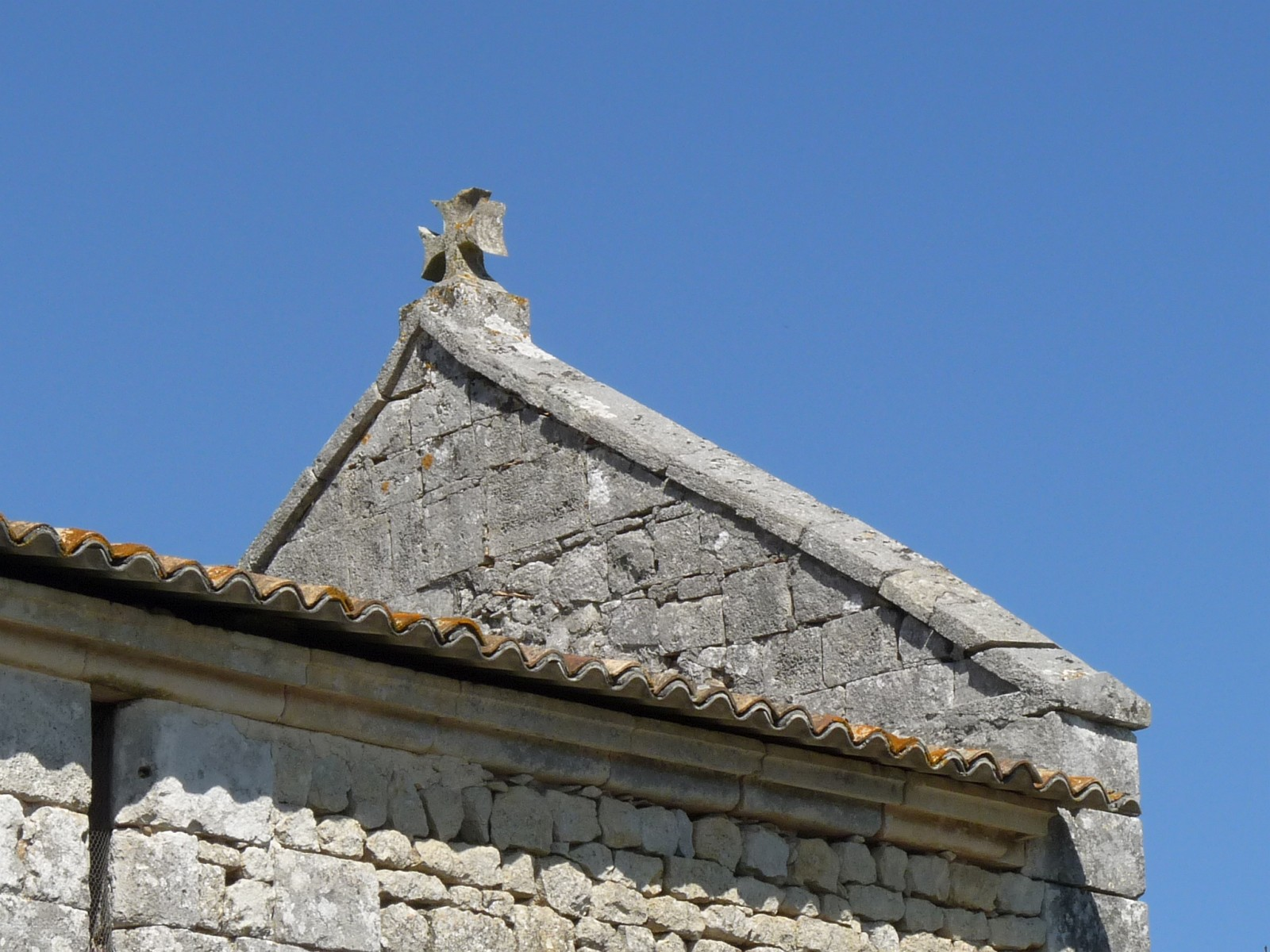
L'arrière et la croix templière.
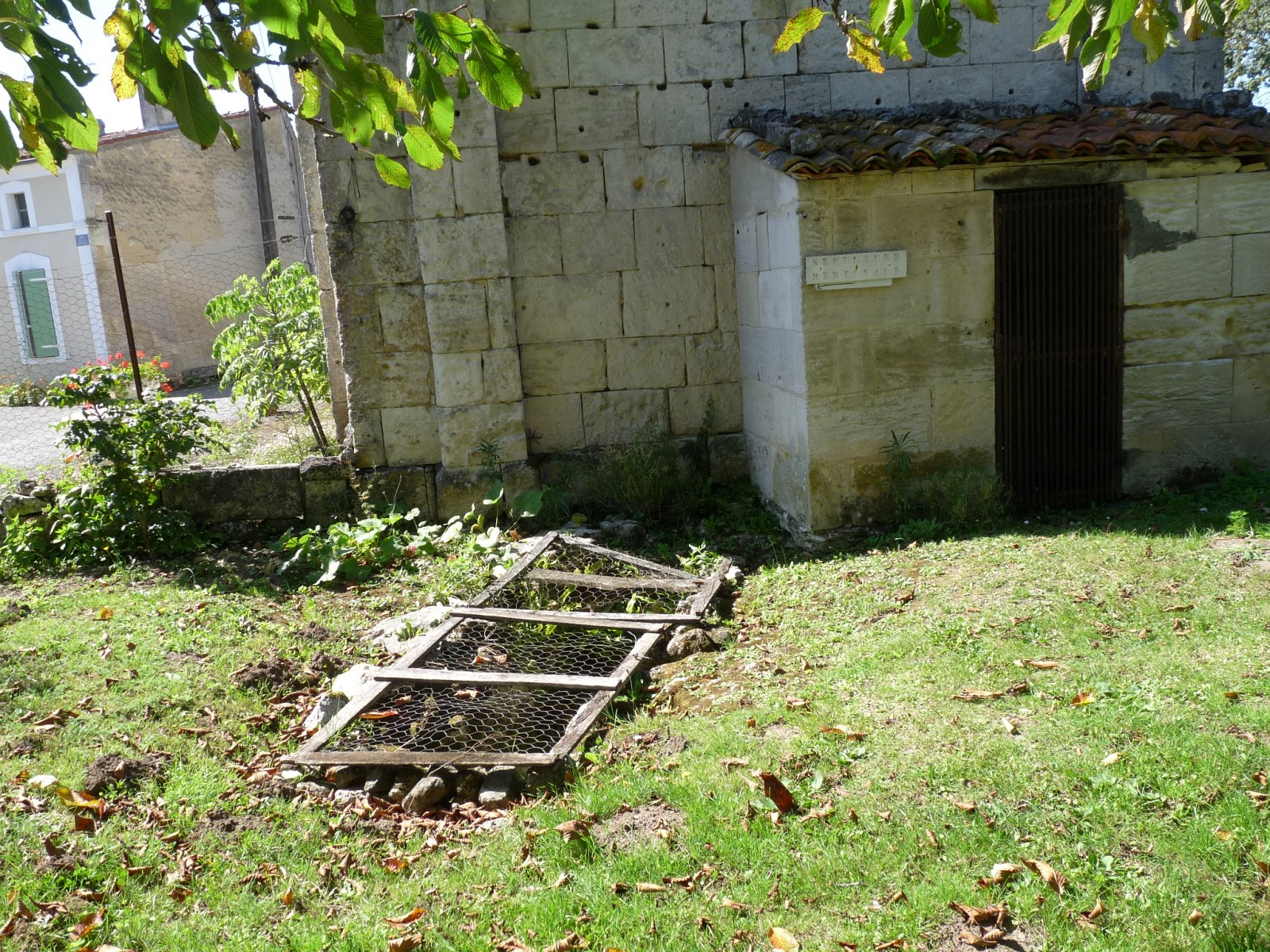
Anciens tombeaux.
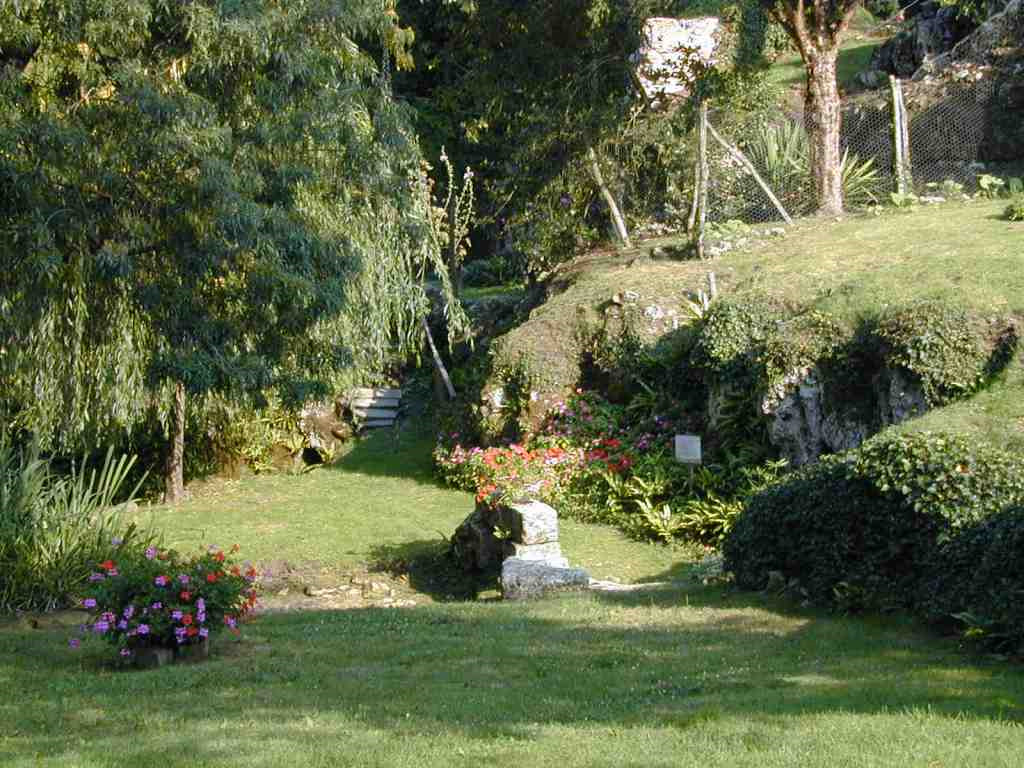
La source Saint Fort à Saint Paul

### Patrimoine civil
- La commune appartient depuis 2011 au réseau « Villages de pierres et d'eau », label initié par le Conseil général afin de promouvoir des sites exceptionnels présentant la particularité d'être situés au bord d'une étendue d'eau (mer, rivière, étang...)[25].

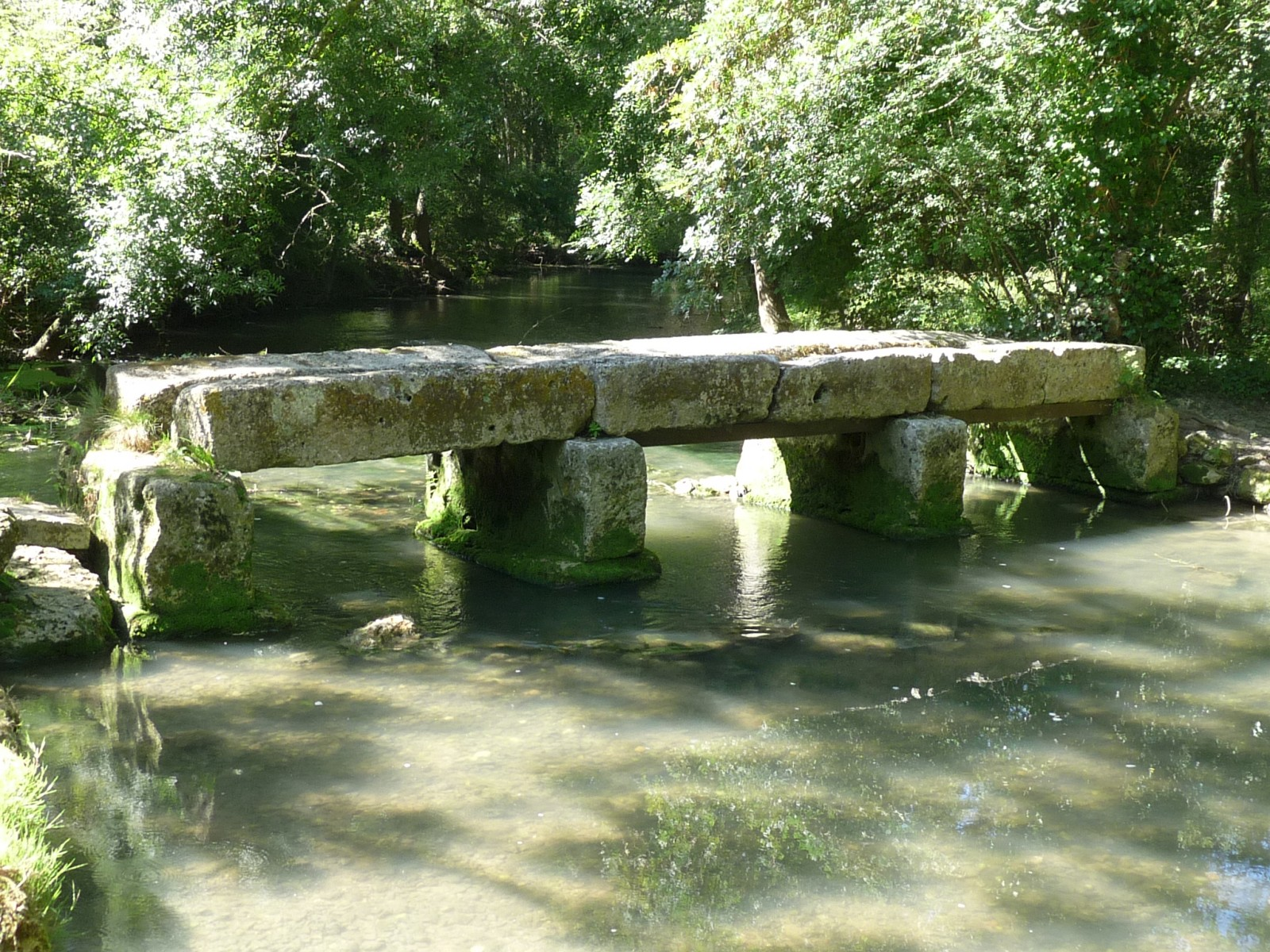
Le pont aux Ânes sur un bras de la Seugne.
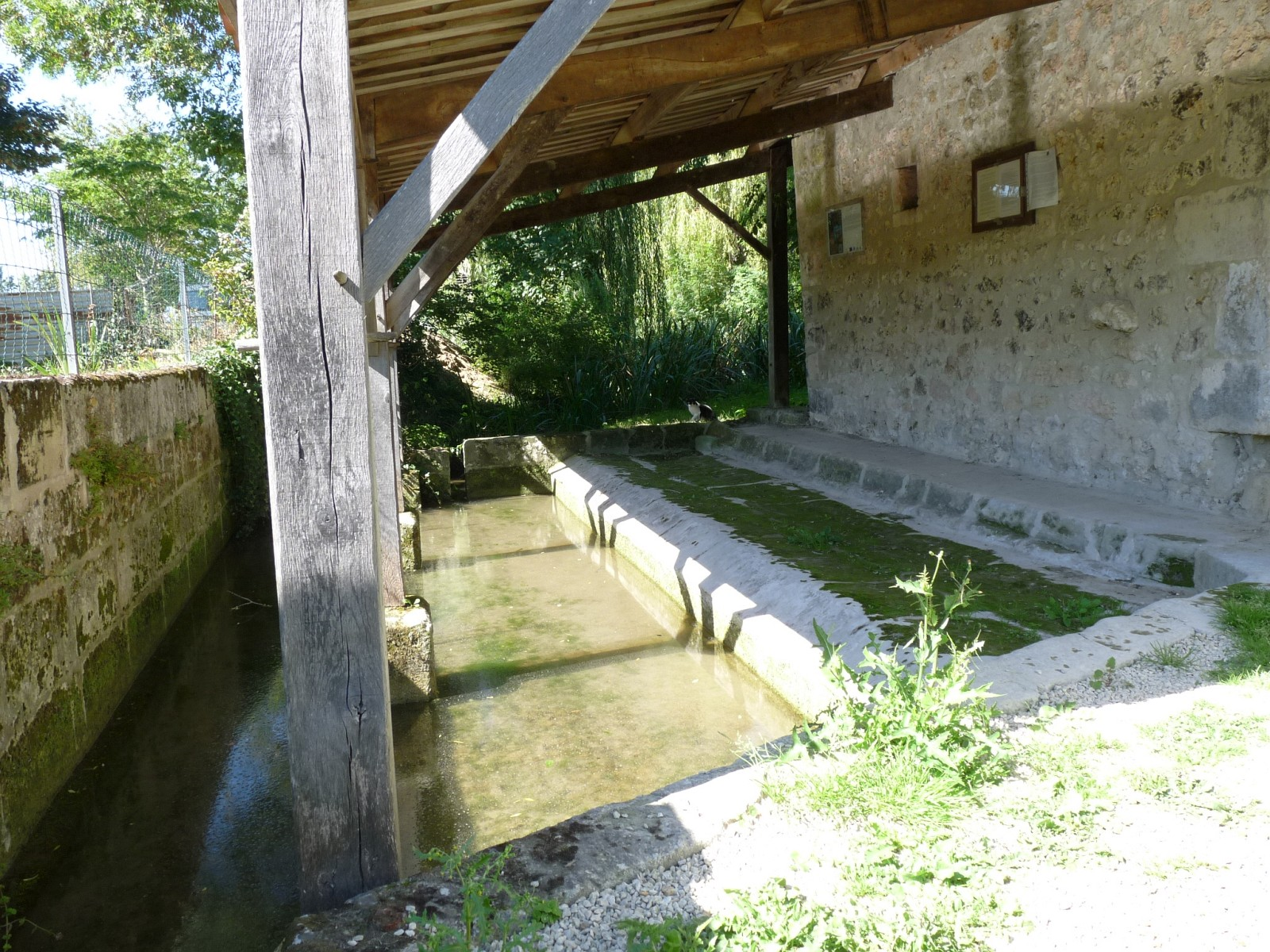
Lavoir.
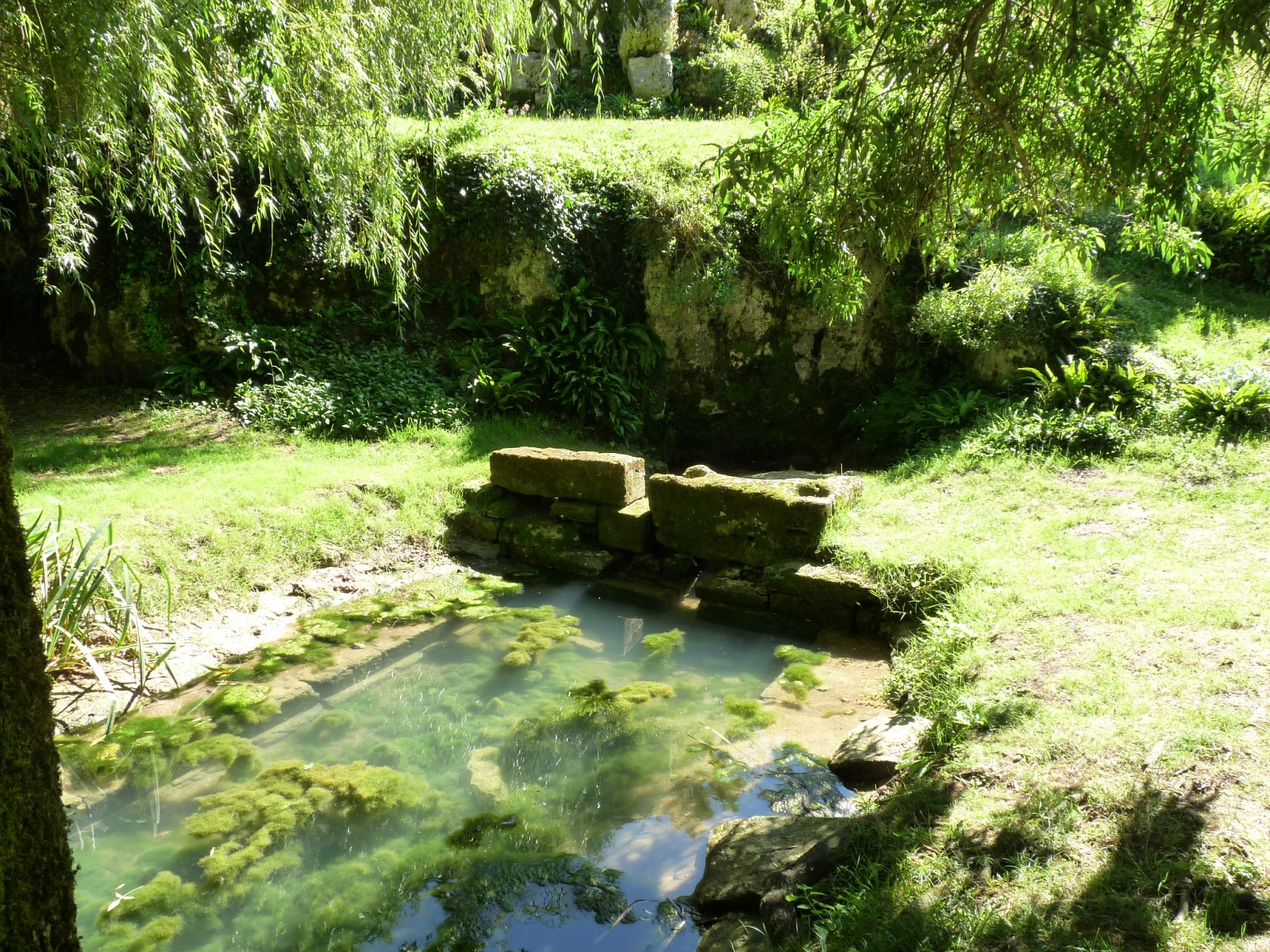
Les sources de Saint-Paul.

- Les Douves de Clermont : dominant la rivière Maine, ce tumulus pourrait être une ancienne motte castrale comme son nom le laisse entendre[26].